# Gueldres
Guéldres (AO 1945: Güéldres) ou Guelders (em neerlandês: Gelre, alemão: Geldern) foi um condado histórico, posteriormente ducado dos Países Baixos.

Brasão de armas original de Gueldres

O ducado recebeu esse nome em homenagem à cidade de Geldern, que atualmente pertence à Alemanha. A atual província de Guéldria (também conhecida como Guelders, em inglês) nos Países Baixos (ou Neerlândia) ocupa a maior parte da área do ducado extinto.
O Ducado de Gueldres incluía não apenas partes das atuais províncias neerlandesas de Guéldria e Limburgo, como também territórios do atual estado alemão da Renânia do Norte-Vestfália.

## História

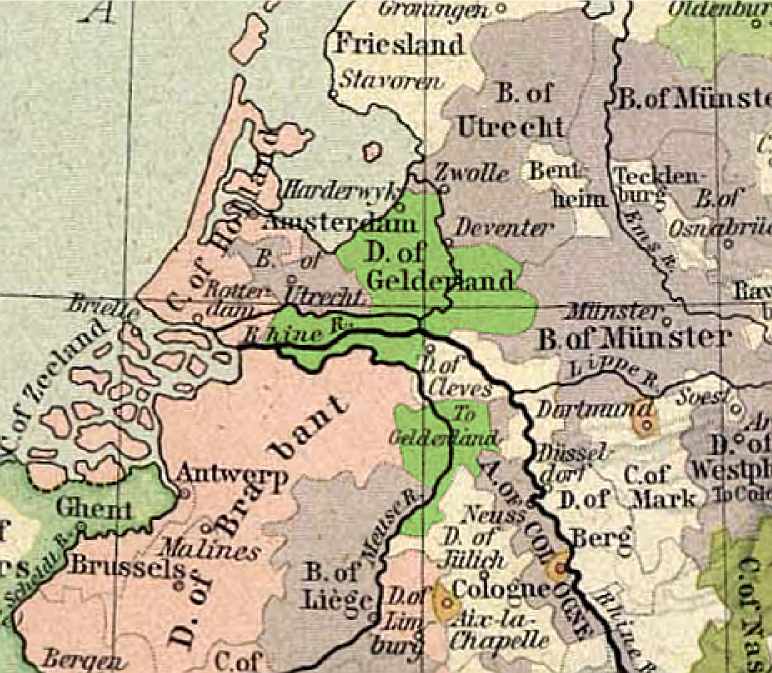
Mapa histórico do condado e ducado de Gueldres, datado de 1477

O ducado foi dividido em quatro regiões administrativas:
- a região de Arnhem, também chamada de Veluwe,
- a região de Nimegue, também chamada de Batávia,
- a região de Zutphen, também chamada de Achterhoek,
- a região de Roermond (atualmente na província de Limburg), também chamada de Região Superior de Gueldres ou Overkwartier. O centro real era Montfort.

Gueldres esteve constantemente em guerra com o condes da Holanda e o Príncipado eclesiástico de Utrecht, até que os duques da Borgonha adquiriram toda a área.
Quando o norte dos Países Baixos revoltou-se contra Filipe II de Espanha, no século XVI, a Região Superior permaneceu como parte dos Países Baixos Espanhóis, enquanto as três outras regiões tornaram-se parte das Províncias Unidas.
Com o Tratado de Utrecht, que encerrou a Guerra da Sucessão Espanhola, em 1713, a Região Superior, então pertencente à Espanha, foi dividida entre a Gueldres Prussiana (Geldern, Viersen, Horst, Venray), as Províncias Unidas (Montfort, Echt), Áustria (Roermond, Niederkrüchten, Weert) e o Ducado de Jülich (Erkelenz).

## Brasão de armas
O brasão de armas da região evoluiu muito com o passar dos anos.

antes de 1236
de 1236 até 1276
de 1276 até 1379
após 1379
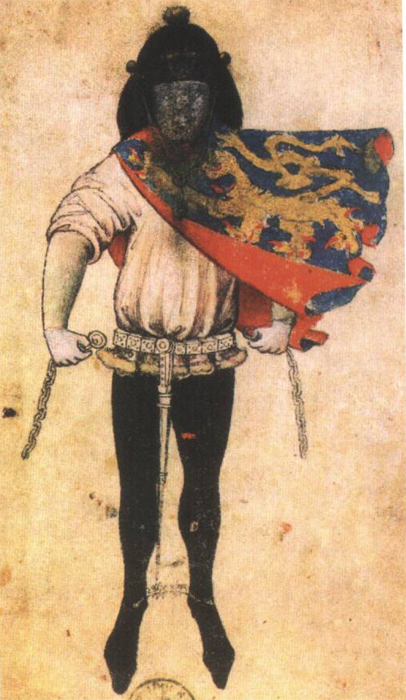
Um oficial de armas vestindo um manto representando o escudo

## Na cultura popular
William Thatcher, personagem principal no filme de 2001 A Knight's Tale, interpretado por Heath Ledger, dizia se chamar Sir Ulrich von Liechtenstein, de Gueldres, a fim de parecer nobre para qualificar-se a uma competição de justa.